# Escoles d'Alpens
Les Escoles d'Alpens és una obra modernista d'Alpens (Lluçanès) inclosa a l'Inventari del Patrimoni Arquitectònic de Catalunya.

## Descripció
Construcció de planta rectangular i teulat a doble vessant lateral a la façana principal. Els murs són de pedra i estan arrebossats deixant solament a l'exterior els voltants de les obertures que són de maó combinat amb decoracions de vidre o de rajola policromes molt senzilles. L'organització de la façana és de planta i dos pisos, amb les obertures cada cop més petites i més simples segons guanyen alçada.

## Història
L'edifici havia estat construït per a les escoles d'Alpens; actualment és la seu de la Caixa de Manresa a Alpens.